# Saint-Jean-du-Gard
Saint-Jean-du-Gard este o comună în departamentul Gard din sudul Franței. În 2009 avea o populație de 2.687 de locuitori.

## Evoluția populației
| An        | 1975  | 1982  | 1990  | 1999  | 2006  | 2009  |
| --------- | ----- | ----- | ----- | ----- | ----- | ----- |
| Populație | 2.378 | 2.423 | 2.441 | 2.563 | 2.646 | 2.687 |